# SR-101
SR-101 a fost primul model de camion produs începând cu anul 1954 la Uzinele "Steagul Roșu" din Brașov, România. Deși propaganda  vremii îl prezenta ca pe o mare realizare el era doar o copie a camionului sovietic  ZiS-150 care, la rândul lui, copia camionul american International Harvester KR-11. O altă copie a mai fost construită în China sub numele de Jiefang (Eliberare) CA10. Modelul SR-101 a fost înlocuit în anul 1960 de modelul SR-131 "Carpați". 
Primele camioane SR-101 s-au asamblat sub coordonarea inginerilor Alexandru Tolpeghin, Mircea Hîncu și Miron Tașca pe baza planurilor întocmite la Institutul de Proiectări Metalurgice București. Pe baza documentației primită în toamna anului 1953 din URSS specialiștii români au pregătit documentația proprie în perioada octombrie-decembrie 1953, iar din ianuarie 1954 a început asamblarea prototipului și a seriei zero.
Primele 100 autocamioane SR-101 din preserie au fost testate începând cu luna mai 1954, iar până în luna august au mai fost montate încă 126 autocamioane. Pe 12 octombrie 1954 a fost asamblat primul autocamion SR-101 de serie, până la sfârșitul anului fiind montate circa 700 autocamioane.

## Caracteristici
- Motor 6 cilindri în linie, pe benzină
- Capacitate: 5550 cmc.
- Alezaj/Cursă: 101.6/114.3 mm
- Putere maximă: 90 CP/2400 rpm
- Raport de compresie: 6.0
- Lungime: 6720 mm, lățime: 2385 mm, înălțime: 2180 mm
- Ampatament: 4000 mm, gardă la sol: 265 mm
- Ecartament față: 1700 mm
- Ecartament spate: 1740 mm
- Rază de bracaj: 8.0 m
- Transmisie: spate, 4x2
- Ambreiaj: două discuri, uscat
- Cutie de viteze: 5 viteze
- Greutate (gol): 3900 kg
- Viteză maximă: 75 km/h
- Pneuri: 9,00x20"
- Capacitate rezervor: 150 l
- Consum: 29 l/100 km